# Ioan Fekete Negruţiu
Ioan (Fekete) Negruţiu, též Negrutin, maďarsky János Fekete (15. února 1817 Surduc – 19. prosince 1888 Blaj), byl rakouský řeckokatolický duchovní a politik rumunské národnosti ze Sedmihradska, v 60. letech 19. století poslanec rakouské Říšské rady.

## Biografie
Působil jako řeckokatolický duchovní. Vystudoval gymnázium v Kluži a Blaji a teologii v Blaji. V roce 1842 byl vysvěcen na kněze. Působil jako duchovní v Kluži. Podílel se na rozvoji rumunských učebnic. Byl pedagogem, protopopem a inspektorem řeckokatolických škol. Vyučoval rumunský jazyk a literaturu na maďarském gymnáziu v Kluži. V létě roku 1865 tisk uváděl, že Negruţiu by měl být jmenován řeckokatolickým biskupem ve městě Gherla. V pozdější době ale není jako biskup zmiňován.
Počátkem 60. let se s obnovou ústavního systému vlády zapojil i do vysoké politiky. V zemských volbách byl zvolen na Sedmihradský zemský sněm. Působil také coby poslanec Říšské rady (celostátního parlamentu Rakouského císařství), kam ho delegoval Sedmihradský zemský sněm roku 1863 (Říšská rada tehdy ještě byla volena nepřímo, coby sbor delegátů zemských sněmů). 20. října 1863 složil slib. V rejstříku poslanců pro zasedání Říšské rady od roku 1864 už nefiguruje. Jiný zdroj ho ale uvádí jako poslance Říšské rady od roku 1863 do roku 1865. Byl rumunské národnosti a řeckokatolického vyznání, ale tisk ho v roce 1863 označoval za maďarizovaného Rumuna.